# Bernardo Alfonsel
Bernardo Alfonsel López (nascido em 24 de fevereiro de 1954) é um ex-ciclista espanhol. Ele participou em sete edições do Tour de France e sete da Volta à Espanha entre 1977 e 1986. Também participou na prova de estrada nos Jogos Olímpicos de 1976, em Montreal, Canadá.